# Noah Reynolds
Noah Reynolds (... – Filadelfia, 19 settembre 1948) è stato un attore statunitense del cinema muto.

## Biografia
Reynolds è conosciuto principalmente per i suoi ruoli da protagonista in Will It Ever Come to This, A Double Elopement, Archibald the Hero (tutti e tre del 1911) e Becky Gets a Husband (1912). In precedenza era apparso in Western Justice e The Motion Picture Man, del 1910, interpretando ruoli minori.

## Filmografia
- Western Justice (1910)
- Percy the Cowboy
- Red Eagle's Love Affair
- The Motion Picture Man (1910)
- Faith Lost and Won
- Romance of the Lazy K Ranch
- Making a Man of Him (1910)
- Will It Ever Come to This (1911)
- A Double Elopement (1911)
- Archibald the Hero (1911)
- Becky Gets a Husband (1912)